# Edwin Genung
Edwin Genung (Edwin Bernard „Eddie“ Genung; * 15. Februar 1908 in Seattle; † 2. Mai 1986 in Riverside, Kalifornien) war ein US-amerikanischer Mittelstreckenläufer, der sich auf die 800-Meter-Distanz spezialisiert hatte.
Bei den Olympischen Spielen 1932 in Los Angeles wurde er mit seiner persönlichen Bestzeit von 1:51,7 min Vierter.
Von 1930 bis 1932 wurde er dreimal in Folge US-Meister über 800 m bzw. 880 Yards. Für die University of Washington startend wurde er 1929 NCAA-Meister über 880 Yards.